# Първосвещеник
Първосвещеник (или висш свещенослужител, по-рядко висша свещенослужителка) и се отнася до някой, който има длъжност на владетел-свещеник или за някой, който е глава на религиозна каста.

## Древен Египет
В Древен Египет първосвещеник е главния свещеник на който и да е от множеството богове, почитани от египтяните.
- Първосвещеник на Амон – основният култ към Амон е в Тива.
- Първосвещеници на Амон – макар да не се смятат за династия, Първосвещениците на Амон от Тива все пак са били с огромна власт и влияние, с която ефективно са владетелите на горен Египет от 1080 пр.н.е. до 943 пр.н.е.
- Първосвещеник на Озирис – основният култ към Озирис е бил в Абидос.
- Първосвещеник на Птах – основният култ към Птах е бил в Мемфис.
- Първосвещеник на Ра – основният култ към Ра е бил в Хелиополис.
- Божия жена на Амон – най-високият ранк на свещенослужителка в култа към Амон

## В Юдаизма
Първосвещеникът (на иврит: הכהן הגדול, съкратено: הכהן) според юдеизма е свещеника който ръководи службата в скинията, а след това в Първия и Втория храм в Ерусалим.